# Reduktionsplikten
Reduktionsplikten syftar till att minska växthusgasutsläpp från vissa fossila drivmedel och regleras genom Lag (2017:1201) om reduktion av växthusgasutsläpp från vissa fossila drivmedel, Förordning (2018:195) om reduktion av växthusgasutsläpp från vissa fossila drivmedel samt i Statens energimyndighets föreskrifter (STEMFS 2018:2) om reduktion av växthusgasutsläpp från vissa fossila drivmedel. Det sker idag vanligtvis genom inblandning av biodrivmedel, men lagen öppnar även för andra lösningar exempelvis inblandning av så kallade syntetiska bränslen där el används i processer för att skapa flytande bränslen med potentiellt låga växthusgasutsläpp. Lagen ska styra drivmedelsleverantörerna att successivt minska, reducera, andelen av berörda fossila bränslen. Om företagen inte klarar att uppnå plikten kan de köpa andra företags överskjutande reduktion, och annars tvingas de betala en avgift för varje kilo koldioxidekvivalent som de inte lyckats minska. Reduktionsplikten gäller inte försvarsmakten.
| År   | Bensin                      | Diesel                    | Flygfotogen    |
| ---- | --------------------------- | ------------------------- | -------------- |
| 2018 | 2,6 % (1 jul)               | 19,3 % (1 jul)            | -              |
| 2019 | 2,6 %                       | 20 %                      | -              |
| 2020 | 4,2 % (E5)                  | 21 %                      | -              |
| 2021 | 6,0 % (1 aug) (E10)         | 26 % (1 aug)              | 0,8 % (1 juli) |
| 2022 | 7,8 %                       | 30,5 %                    | 1,7 %          |
| 2023 | 10,1 % 7,8*                 | 35 % 30,5 %*              | 2,6 %          |
| 2024 | 12,5 % 6%**                 | 40 % 6%**                 | 3,5 %          |
| 2025 | 15,5 % 6%** 10% (1 juli)*** | 45 % 6%** 10% (1 juli)*** | 4,5 %          |
| 2026 | 19 % 6%** 10%***            | 50 % 6%** 10%***          | 7,2 %          |
| 2027 | 22 %                        | 54 %                      | 10,8 %         |
| 2028 | 24 %                        | 58 %                      | 15,3 %         |
| 2029 | 26 %                        | 62 %                      | 20,7 %         |
| 2030 | 28 %                        | 66 %                      | 27,0 %         |

*) Beslutad frysning av reduktionsplikten 2023 enligt regeringen Anderssons proposition.  
**) Beslutad sänkning av reduktionsplikten fr.o.m. 2024 enligt regeringen Kristerssons proposition.
***) Föreslagen höjning av reduktionsplikten fr.o.m. 1 juli 2025 enligt regeringen Kristerssons pressmeddelande den 2024-08-27.

## Beslutade ändringar
Lagen infördes av regeringen Löfven 2017, trädde i kraft första juli 2018 och innebar högre inblandning av biodrivmedel i fossila bränslen än i något annat EU-land. Inom EU har Malta lägst målsättning, med 14% inblandning av förnyelsebara bränslen fram till 2030, främst genom inblandning av biodiesel i diesel. Lagen innebar att E5-bränsle ersattes med E10 (det vill säga bensin med mellan 6 och 10 procents etanolinblandning) från den 1 augusti 2021. Lagen avsåg ursprungligen diesel och bensin, men ändrades i juni 2021 bland annat genom att flygfotogen också fick reduktionsplikt. 
Det är drivmedelsleverantören (den som är först skattskyldig) som är skyldig att utföra inblandningen. Från den 1 augusti 2021 blev överlåtelsereglerna mer flexibla så att eget överskott kan sparas och användas året efter samt att överskott från ett bränsleslag kan användas för att reducera utsläppen för ett annat bränsleslag. Avgiften för de som inte klarar kravet är 5 kronor per kilo koldioxidekvivalent för bensin, 4 kronor för diesel och 6 kronor för flygfotogen.
Reduktionsnivåerna skulle gradvis höjas fram till 2030 i de versioner av förordningen som utfärdades innan den 30 november 2023. Från den 1 augusti 2021 var reduktionsnivåerna 6 procent för bensin och 26 procent för dieselbränsle och från den 1 juli 2021 är reduktionsnivån för flygfotogen 0,8 procent. För 2030 skulle nivån ha varit 28 procent för bensin, 66 procent för diesel och 27 procent för flygfotogen vilket angavs i Lag om ändring i lagen (2017:1201) om reduktion av växthusgasutsläpp från vissa fossila drivmedel.
Den 2 december 2021 beslutade riksdagen att bifalla Regeringen Anderssons proposition om att frysa reduktionsplikten för 2023 till 2022 års nivå, d.v.s. att inte genomföra den planerade höjningen för 2023. I övrigt bibehölls reduktionsplikten på samma nivåer som i tidigare beslut. Pausen skulle gälla under ett år, där reduktionspliktsnivåerna för 2022 fortsatt skulle gälla för 2023 (det vill säga 7,8 % inblandning i bensin och 30,5% inblandning i diesel).
Den 30 november 2023 röstade riksdagen ja till en proposition av regeringen Kristersson om att sänka reduktionsplikten på både bensin och diesel till 6 % för åren 2024, 2025 och 2026. I beslutet angavs inga nivåer för reduktionsplikten av diesel och bensin efter 2026. Som konsekvens sänktes dieselpriset vid pump med över 4 kronor per liter den 1 januari 2024 och bensinpriset med omkring 1 krona.
Regeringen Kristersson meddelade den 27 augusti 2024 att man planerar att åter höja reduktionsplikten till 10 % både för bensin och diesel, från den 1 juli 2025. Istället avser regeringen att sänka bränsleskatten.

## Utvärdering och förslag om sänkt reduktionsplikt
Den marknadsliberala tankesmedjan Timbro föreslog i september 2022 att istället för tvingande hög reduktionsplikt bör en koldioxidavgift införas och bränsleskatten sänkas för att omfördela bränslepriset från bränsle med låg reduktion (minst EU:s miniminivå) till hög reduktion. Detta skulle enligt Timbro leda till minskning av drivmedelskostnaden med 64 öre per liter bensin, och 29 öre per liter diesel.
I Tidöavtalet, som presenterades av den blivande Regeringen Kristersson den 14 oktober 2022, föreslogs att Sveriges reduktionsplikt sänks till EU:s miniminivå, som en del i att minska drivmedelskostnaden. Förslaget innebar att reduktionen för diesel senast i januari 2024 sänktes från 30,5 procent till sex procent  (paragraf 9 direktiv 2009/30/EG) som är den lägsta nivån enligt EU:s direktiv från 2009, och tolkades som att nivån successivt skulle trappas upp till 14 procent (istället för 66 procent) till år 2030. Ett sådant förslag troddes kunna sänka dieselpriset med 5–7 kronor per liter och bensinen med 0,5–1 krona. Under valrörelsen 2022 hävdade Sverigedemokraterna att det är möjligt att omedelbart sänka dieselpriset med 10 kronor/liter och bensinpriset med 6,50 kronor/liter genom sänkning av reduktionsplikten, bränsleskatten och momsen. Även Kristdemokraterna och Moderaterna lovade kraftigt sänkta bränslepriser.
Naturvårdsverket och Energimyndigheten menade 2022 att om förslaget genomförs utan andra kompenserande klimatåtgärder så missar Sverige troligen att uppfylla de egna klimatmålen om att till år 2030 minska utsläpp från inrikes transporter med minst 70 procent jämfört med år 2010. Enligt EU:s regler kan man klimatkompensera för de ökade utsläpp som en sänkning av reduktionsplikten skulle generera genom att avverka mindre skog eller köpa utsläppsrätter.
En rapport från Riksrevisionen 2023 sa att reduktionsplikten visserligen har bidragit till att Sverige närmar sig klimatmålen, men att fortsatt ökning av reduktionsplikten enligt plan fram till 2030 inte var genomförbart med befintlig teknik. Priserna för biodrivmedel hade ökat mer än förväntat, vilket generellt drabbar boende på landsbygden mer. Det fanns därmed en risk att bränsledistributörerna skulle välja alternativet att betala straffavgifter istället, och i så fall skulle inte klimatnyttan var så stor i förhållandet till kostnaden. Reduktionsplikten hade en kostnadsfördel jämfört med andra klimatåtgärder i transportsektorn, men fördelen var mindre än regeringen hade trott, och klimatåtgärder i andra sektorer kan vara mer kostnadseffektiva.
Den 1 januari 2024 trädde den nya lagen i kraft om sänkt reduktionsplikt, vilket innebär att mellan 2024 och 2026 sänks reduktionsplikten för både bensin och diesel ner till 6%, och från och med 2027 kommer reduktionsplikten att slopas helt.

## Andra medlemsstater inom Europeiska unionen
Reduktionsplikten baserar sig på EU-direktivet om främjande av användningen av energi från förnybara energikällor (”RED II-direktivet”) och påverkar således samtliga medlemsstater inom EU. Direktivet är en omarbetning av det ursprungliga förnybartdirektivet (RED-direktivet) från 2009 och ingår i Europeiska unionens energipolitik. Det fastställer en miniminivå men enskilda medlemsstater har möjlighet att besluta om högre reduktionsplikt.
I Finland kallas motsvarande mekanism för distributionsskyldighet (fi. jakeluvelvoite) och infördes ursprungligen 2007. Drivmedelsdistributörer "är skyldiga att årligen leverera en minimiandel förnybara drivmedel för konsumtion".  Skyldigheten låg på 13,5 % år 2023 och skall enligt regeringen Marins plan höjas till 28 % år 2024 för att därefter höjas till 34 % år 2030. Skyldigheten räknas på samtliga drivmedel som omfattas av lagstiftningen: bl.a. bensin, dieselolja, naturgas. Dessutom infördes 2021 en särskild distributionsskyldighet för lätt brännolja som 2023 uppgår till 5 % för att stegvis höjas till 10 % år 2030.